# Earth Song
«Earth Song» (с англ. — «Песня Земли») — песня американского музыканта Майкла Джексона. Третий сингл из девятого студийного альбома певца HIStory: Past, Present and Future, Book I, выпущенный 27 ноября 1995 года на звукозаписывающем лейбле Epic Records. Релиз в США и Канаде не состоялся. «Earth Song» — композиция, выдержанная в стиле классического кроссовера и сочетающая в себе элементы блюза и госпела. Текст песни заостряет внимание слушателей на вопросах прав человека, проблемах браконьерства и охраны окружающей среды.
Несмотря на смешанные отзывы критиков, «Earth Song» занял первые позиции в чартах Германии и Великобритании и является самым продаваемым синглом Джексона в Германии. Видеоклип на песню был снят в 1995 году режиссёром и фотографом Ником Брандтом. Съёмки прошли на четырёх континентах на различных площадках. В 1997 году видео было номинировано на премию «Грэмми».

## История создания и особенности композиции
Джексон начал писать композицию в 1988 году, когда прибыл в Австрию, в Вену с концертом турне Bad World Tour; тогда он дал песне название «What About Us» (с англ. — «А как же мы?»). Первая демоверсия была записана во время подготовки композиций для альбома Dangerous, музыкант пригласил продюсера и звукорежиссёра Билла Боттрелла. Джексон настоял на том, чтобы перед началом работы над песней Боттрелл посмотрел фильм «Изумрудный лес» — кинокартину, которая в середине 1980-х годов серьёзно повлияла на движение по охране окружающей среды. Первоначально певец задумывал её как трилогию, состоящую из оркестрового вступления, основной части и зачитанной поэмы под названием «Planet Earth» (с англ. — «Планета Земля»). Позже поэма была опубликована в книге певца «Танцуя мечту», а в 2009 году аудиозапись «Planet Earth» вошла в посмертный альбом-саундтрек Джексона This Is It. В общей сложности длительность «What About Us» составляла бы около 13 минут. Над оркестровым вступлением Джексон работал с композитором и дирижёром Джорджем Дель Баррио, а для записи бэк-вокала кульминационной части композиции в студию пригласили хор Андре Крауча. Певец долго искал подходящее звучание баса, в результате, в создании трека поучаствовал бас-гитарист Гай Пратт. Джексон выслал Пратту демоверсию, описал рабочие детали и попросил его не готовиться заранее. Гитарист записал свою партию с применением октавной педали, позволяющей басу играть в двух октавах одновременно. Боттрелл считал «What About Us» уже законченной и был уверен, что она попадёт на пластинку Джексона Dangerous, однако музыкант посчитал, что песня не готова, и не включил её в список композиций.
В 1994 году началась запись следующего студийного альбома певца HIStory, Джексон вернулся к незаконченной композиции. Таким образом, в общей сложности работа над ней велась около 7-ми лет. На тот момент песня называлась «Earth» (с англ. — «Земля»), а чуть позже получила окончательное название «Earth Song». Аранжировка трека осталась почти без изменений. Гитарную партию сыграл Майкл Томпсон, а в кульминацию композиции было добавлено больше звучания духовых инструментов, созданного под руководством оркестратора Билла Росса. Для финальной версии песни Джексон заново записал вокальную партию. По ходу композиции певец наращивает атмосферу напряжённости и создаёт определённый диссонанс, используя сначала ноту До, а затем переходя на Си — такой приём свойственен исполнителям традиционного блюза. Запись кульминационного припева он оставил на самый последний день студийной сессии, поскольку собирался «убить свой голос» в процессе.
Композиция стала одной из нескольких песен Джексона, заостряющих внимание слушателей на вопросах прав человека, проблемах браконьерства и охраны окружающей среды. В одном из интервью певец назвал «Earth Song» одной из своих самых любимых песен из альбома HIStory. Критик портала Albumism.com описал композицию так: «„Earth Song“ поднимает много вопросов. Она призвана вывести нас из ступора, это одновременно и колыбельная и реквием». Рецензент Renownedforsound.com пишет: «В этой песне Джексон показывает себя как гуманиста и демонстрирует самый страстный вокал в карьере, пытаясь докричаться до апатичного и эгоистичного человечества, заботящегося только о себе».

## Выпуск сингла и критика
«Earth Song» была выпущена в качестве сингла 27 ноября 1995 года на CD. В США и Канаде релиз не состоялся. Композиция возглавила чарты Великобритании, а также Германии, где она стала самым продаваемым синглом Джексона. Немецкий телеканал RTL поставил «Earth Song» на 10-е место в своём списке самых успешных в Германии поп-гимнов. По данным на июнь 2018 года в Великобритании песня занимает второе место среди самых продаваемых синглов Джексона, уступая лишь «Billie Jean».
Композиция получила смешанные отзывы критиков. В Rolling Stone трек посчитали пафосным сочетанием блюза и оперы. Рецензенты Billboard назвали «Earth Song» в числе ещё нескольких песен Джексона из альбома HIStory с привлекающими внимание, легко запоминающимися, «сияющими» хуками. Журналисты The Guardian охарактеризовали песню как «взрывную оркестровую балладу». Критик европейского журнала Music & Media писал: «Строчка „What about us“ как хук несомненно привлечёт ротации на радио. У песни астрономически большой потенциал, этот будущий хит ожидает своего часа». Рецензенты портала Contactmusic.com заметили, что Джексон продолжил традицию выпуска песен с глобальным посылом, в его репертуаре уже были «Man in the Mirror» и «Heal the World». Однако именно в «Earth Song» певец впервые непосредственно рассматривает вопросы охраны окружающей среды и жестокого обращения с животными — за такую направленность текста композиции Джексону была вручена музыкальная награда Дорис Дэй от «Genesis Awards». «Это очень продуманный трек, включая бессловесную часть гениального припева, подпеть которой сможет любой человек в мире», — писал критик портала Renownedforsound.com.

## Музыкальное видео

### Съёмки
Видеоклип на «Earth Song» был снят в 1995 году режиссёром и фотографом Ником Брандтом. Съёмки прошли на четырёх континентах на различных площадках: в тропическом лесу Амазонки, большая часть которого была вырублена через несколько дней после съёмок; на месте боевых действий в Хорватии; в деревне африканского народа масаи в Танзании и на кукурузном поле в Уорике, пригороде Нью-Йорка, где прошли съёмки фрагментов видео на пожарище. Ни одно животное в процессе создания видео не пострадало, все кадры, на которых были запечатлены убийства и причинение им вреда, были взяты из документальных архивов. В съёмках не принимали участие профессиональные актёры, только коренные местные жители.

### Сюжет
Ролик открывается красивым пейзажем, кадры сопровождают аккорды на фортепиано и скрипке. Джексон начинает исполнять первый куплет, в котором он поёт о том, как человечество загубило природу. В это время группа южно-американских туземцев наблюдает, как происходит вырубка гигантских тропических деревьев, а члены африканского племени видят убитого слона с вырванными бивнями. Во время припева плавным переходом кадров в ролике показано, как выглядели бы эти сцены без человеческого вмешательства. Во время исполнения второго куплета жители европейского города осматривают развалины своих домов после бомбёжки. Джексон поёт о мире без войны и осуждает невежество совершённых людьми ошибок: «Где тот мир, что ты обещал своему единственному сыну?» («What about all the peace/That you pledge your only son?»). В композиции постепенно нарастает крещендо, в припеве вместе с Джексоном люди падают на колени, с надеждой берут в руки горсти земли и пропускают её сквозь пальцы, при этом земля начинает возвращаться им в руки. На всей планете начинается мощный ураган, во время которого бесследно исчезает весь урон, нанесённый Земле цивилизацией: вырубленные леса восстанавливаются, убитые браконьерами животные и погибшие в результате военных действий люди оживают, вооружённые солдаты и военная техника отступают, не в силах сопротивляться урагану. На планете воцаряется гармония.
В 1997 году музыкальное видео на «Earth Song» получило номинацию на «Грэмми» как лучший видеоклип.

## Концертные выступления
Джексон исполнял «Earth Song» на двух церемониях вручения наград: World Music Awards и BRIT Awards, а также на немецком шоу Wetten, dass..?. В 1996 году она вошла в сет-лист специального концерта, посвящённого дню рождения султана Брунея. Кроме того, «Earth Song» исполнялась певцом на его концертном туре HIStory World Tour (1996—1997) и двух благотворительных шоу Michael Jackson & Friends в 1999 году. Джексон собирался исполнять эту композицию на несостоявшемся в связи с его кончиной турне This Is It, ему хотелось, чтобы песня попала в сет-лист тура вне зависимости от того, какие ещё композиции в него войдут. Репетиция для шоу This Is It вошла в документальный музыкальный фильм «Майкл Джексон: Вот и всё».
Концертный номер представлял собой перенос на сцену атмосферы снятого на «Earth Song» видеоклипа: для каждого выступления организаторы шоу набирали массовку из местных жителей, декорации представляли собой развалины города после бомбёжки. Во время исполнения финальной части песни Джексон поднимался над зрителями на подъёмнике. Спустившись, он преграждал собой путь появившемуся на сцене бутафорскому танку.
Для шоу тура This Is It был подготовлен 6-минутный ролик, планировалось, что он будет сопровождать выступления Джексона на экранах за его спиной. Главная героиня видео — маленькая девочка. Она гуляет в лесу, устаёт и засыпает на траве. Проснувшись, она обнаруживает, что обстановка вокруг сильно изменилась: деревья вырублены и горят. На выжженой земле девочка замечает зелёный росток, к которому уже направляется бульдозер. Она устремляется к растению и в последний момент успевает руками выкопать его из земли. В качестве трибьюта Джексону видеоролик был показан в формате 3D на церемонии вручения наград «Грэмми» в конце января 2010 года.

## Список композиций
- CD (номер в каталоге Epic Records — EPC 662569 1)[31]

| №  | Название                  | Длительность |
| -- | ------------------------- | ------------ |
| 1. | «Earth Song» (Radio Edit) | 4:58         |
| 2. | «MJ Megaremix»            | 10:33        |

- CS (номер в каталоге Epic Records — EPC 662569 6)[31]

| №  | Название                                        | Длительность |
| -- | ----------------------------------------------- | ------------ |
| 1. | «Earth Song» (Radio Edit)                       | 4:58         |
| 2. | «Earth Song» (Hani's Extended Radio Experience) | 4:32         |

## Участники записи
| - Майкл Джексон — музыка, текст, вокал, бэк-вокал - Хор Андре Крауча — бэк-вокал - Дэвид Пейч — клавишные - Стив Поркаро — программирование синтезатора | - Гай Пратт — бас-гитара - Майкл Томпсон — гитара - Стив Ферроне — ударные - Брюс Свиден — звукорежиссёр - Билл Росс — оркестровка |

## Награды и номинации
| Год  | Награда              | Номинированная работа | Категория                          | Результат | Источник      |
| ---- | -------------------- | --------------------- | ---------------------------------- | --------- | ------------- |
| 1996 | «Genesis Awards»     | Песня                 | Музыкальная награда Дорис Дэй 1995 | Победа    | [ 20 ]        |
| 1996 | «NAACP Image Awards» | Видеоклип             | Выдающийся видеоклип               | Номинация | [ 32 ]        |
| 1997 | «Grammy Awards»      | Видеоклип             | Лучшее музыкальное видео           | Номинация | [ 20 ] [ 33 ] |

## Позиции в чартах и сертификации
| Чарт (1995—96)     | Высшая позиция |
| ------------------ | -------------- |
| Австралия          | 15             |
| Австрия            | 2              |
| Бельгия (Валлония) | 2              |
| Бельгия (Фландрия) | 4              |
| Великобритания     | 1              |
| Германия           | 1              |
| Дания              | 4              |
| Европа             | 1              |
| Ирландия           | 2              |
| Иcландия           | 1              |
| Италия             | 6              |
| Нидерланды         | 3              |
| Новая Зеландия     | 4              |
| Норвегия           | 4              |
| Польша             | 1              |
| Финляндия          | 8              |
| Франция            | 2              |
| Чехия              | 3              |
| Швейцария          | 1              |
| Швеция             | 4              |
| Чарт (2006)        | Высшая позиция |
| Великобритания     | 34             |
| Испания            | 1              |

| Страна               | Сертификат    |
| -------------------- | ------------- |
| Бельгия (Ultratop)   | Золотой       |
| Норвегия (IFPI)      | Золотой       |
| США (RIAA)           | Золотой       |
| Франция (SNEP)       | Золотой       |
| Австрия (IFPI)       | Платиновый    |
| Швейцария (IFPI)     | Платиновый    |
| Великобритания (BPI) | 2× Платиновый |
| Германия (BVMI)      | 2× Платиновый |